# Frivärme
Frivärme är ett uttryck som används bland annat inom byggsektorn för att beteckna den värme som uppstår från människor och apparater i en byggnad. Normalt räknar man på maximalt 4 Watt per kvadratmeter.